# République socialiste soviétique autonome tatare
1920–1992
Entités précédentes :
- RSSA tatare-bachkire (RSFSR)

Entités suivantes :
- République du Tatarstan (fédération de Russie)

La version de 1954 du drapeau.

La République socialiste soviétique autonome tatare (RSSAT) était une république autonome de la république socialiste fédérative soviétique de Russie, en Union soviétique. Elle fut créée le 27 mai 1920. Sa capitale était la ville de Kazan.
Ce territoire était le gouvernement de Kazan de la Russie impériale avant la révolution d'Octobre[réf. souhaitée].
En 1918, il devient la république d'Idel-Oural puis en 1919 la République socialiste soviétique autonome tatare-bachkire[réf. souhaitée]. C'est en 1920 qu'il devient la République socialiste soviétique autonome tatare et enfin en 1990, la République socialiste soviétique du Tatarstan avant de devenir finalement, après la dislocation de l'Union soviétique, la république du Tatarstan en 1992. 